# Daniel Bravo (bokser)
Daniel Bravo – wenezuelski bokser, złoty medalista Igrzysk Ameryki Środkowej i Karaibów 1959 w kategorii lekkopółśredniej.